# Mount Burrill
Mount Burrill ist ein 2310 m hoher Berg im ostantarktischen Viktorialand. Er ragt 6 km südlich des Mount Hussey am Kopfende des Hand-Gletschers am Ostrand des Malta-Plateaus in den Victory Mountains auf.
Das New Zealand Antarctic Place-Names Committee benannte ihn nach Meredith F. „Pete“ Burrill (1903–1997), Geschäftsführer des United States Board on Geographic Names von 1943 bis 1973.